# Der Sträfling aus Stambul
Der Sträfling aus Stambul ist ein deutscher Stummfilm aus dem Jahre 1929 von Gustav Ucicky mit Heinrich George in der Titelrolle.

## Handlung
Der Levantiner Thomas Zezi musste wegen Schmuggels für anderthalb Jahre ins Gefängnis. Nun wird er wieder in die Freiheit entlassen und kehrt in sein Heim zurück. Doch dort muss er feststellen, dass sich sein alter Kumpan Manopulos in seiner Wohnung breitgemacht hat. Zu allem Überfluss ist er während Zezis Knastaufenthalt auch noch der Geliebte von Zezis Freundin Jola, die sich mittlerweile aus dem Staub gemacht hat, geworden. Außer sich vor Zorn wirft der Heimkehrer den schmierigen Manopulos kurzerhand aus seinen vier Wänden. Zezi ist sich mehr denn je im klaren, dass sich etwas in seinem Leben ändern muss, dass er sich von seinen liebgewordenen Gewohnheiten verabschieden muss. Als erste Konsequenz beschließt der bullige Ex-Knacki, nun endlich ein ehrlicher Mensch zu werden und einem anständigen Lebenswandel nachzugehen. Wenig später lernt Zezi die sittsame Hilde Wollwarth kennen, eine junge, abgemagerte Staubsaugerverkäuferin, die sich jeden Pfennig vom Munde abspart. Für ihn bedeutet sie genau diejenige Chance, auf die er gewartet hat, um sein Leben von Grund auf zu ändern. 
Zezi organisiert mit Hilfe eines Winkeladvokaten gefälschte Dokumente, um sich auf diesem Weg eine neue Identität zu verschaffen und auf dem Papier als unverheiratet zu gelten. Nun kann er Hilde, in die er sich schlagartig verliebt hat, heiraten. Zezi erzählt ihr aber nichts von seiner dunklen Vergangenheit und seiner ersten Ehe mit der verschollenen Noch-Gattin Jola, einer Frau mit höchst zweifelhaftem Ruf, von der er glaubt, dass sie vielleicht gar nicht mehr lebt. Doch der Winkeladvokat und Manopulos wissen, dass Jola keinesfalls das Diesseits verlassen hat, und man setzt anonym Erpresserbriefe auf, um den durch seine Schiebertätigkeiten zum Krösus gewordenen Zezi finanziell ordentlich zu schröpfen. Der versucht sich nun durch eine vorgezogene Blitzscheidung von Jola zu lösen. Doch die Gegenseite sorgt dafür, dass Zezi sein Doppelleben nicht lange vor Hilde verbergen kann und steckt ihr alle hässlichen Details. So erfährt Hilde von dem Vorleben ihres Gatten, dessen Gefängnisvita und der Ex Jola. Zutiefst geschockt nimmt sie sich das Leben, indem sie in ihrer Küche den Gashahn aufdreht, um ihren Mann vor den juristischen Konsequenzen der begangenen Bigamie und aller anderen Unbilden zu schützen.

## Produktionsnotizen
Der Sträfling aus Stambul entstand im Mai und Juni 1929 im UFA-Atelier von Neubabelsberg. Der Sechsakter mit einer Länge von 2560 Metern passierte die Filmzensur am 16. August 1929 und wurde mit Jugendverbot belegt. Die Uraufführung erfolgte am 30. August 1929 in Berlins Universum. Der Film erhielt das Prädikat „künstlerisch“. 
Jacques Rotmil entwarf die von Heinz Fenchel ausgeführten Filmbauten, Erich von Neusser übernahm die Aufnahmeleitung. Karl Hartl war Regieassistent. Hans Karl Gottschalk und Paul Rischke arbeiteten als einfache Kameraoperateure Chefkameramann Karl Hasselmann zu.

## Kritiken
„Herr Ucicky, ein junger, moderner Regisseur, der sich von dem überlebten, oft deplacierten Ehrgeiz der Überblendungen, Visionen, rotierenden Bilder und Kontrast-Schnitte wunderbar freihält, betont seine Sachlichkeit. (…) Es ist peinlich, daß Heinrich George von dem Klischee der gutmütigen Brutalität überhaupt nicht mehr zu lösen ist. Beachtlicher, weil sie entwicklungsfähig sind, erscheinen die Begabungen Willi Forsts, der einen diskreten Schurkenwitz hat, Paul Hörbigers, der ein Klassiker der Rauschszenen ist, und Betty Amanns, die sich mit Anmut in ihren Grenzen hält.“

„Das große Aufgebot erstklassiger Bühnennummern läßt Böses erwarten. Man ist schließlich angenehm enttäuscht. Nach einem sehr sauberen Manuskript (Franz Schulz) hat Ucicky mit spürbarem Können einen wirksamen Film gestaltet. Fedor von Zobeltitzs Roman „Das Fräulein und der Levanthiner“ lieferte den Stoff. Der Fall einer Doppelehe und doch kein Beitrag zum Thema Bigamie. Ohne eine Sekunde „aufklärerische Tendenzen“ herauszuarbeiten, beschränken sich Autor und Ucicky durchaus auf das menschlich Interessierende und das Dramatisch-Motorische ihres Motives. Heinrich George gibt der Figur des Levanthiners den vibrierenden Elan seiner Ursprünglichkeit, überzeugt er nicht restlos, so darf sein Schieber doch zweifelsohne eine interessante schauspielerische Leistung genannt werden. (…) Ucickys Regie ist eine durchaus saubere und akzeptable, wenn auch nicht originelle Arbeit. Die wundervolle Photographie besorgte Carl Hasselmann.“

„Auch hier wieder hat man die Kalkulation auf Publikumswünsche beibehalten: Geschichte von Bigamie und Freitod eines verängstigten kleinen Mädels. Das wirkt, nach wie vor. Der Fabrikationsapparat funktioniert, zuverlässig auch im ernsteren Genre. Autoren F. Schulz und R. Liebmann, Kameramann K. Hasselmann, Architekten Rotmil und Fenchel, sie stellen Zuverlässigkeit und Brauchbarkeit unter Beweis. Die Voraussetzung jeder Produktion an sich ist damit gegeben. Was am stärksten für den Produktionsleiter spricht, ist die Gewinnung eines noch unverbrauchten Regisseurs: Gustav Ucicky. Eine gute Besetzung bemüht sich um die Filmereignisse. Star ist Ruth Weyher, endlich einmal gelockert und unverkrampft. Tragisches hat sie nicht zu spielen, und das schwierige Problem ihrer Photographie ist von den auch sonst ausgezeichneten Kameraleuten Hans R. Gottschalk und Paul Rischke überraschend und glücklich gelöst. Jedenfalls glaubt man dieser temperamentvollen Dame die Revue-Existenz und das Doppelleben. Ihr Gatte, Georg Alexander, ist ein so liebenswürdiger Trottel, daß auch für seine Ahnungslosigkeit schließlich Verständnis vorhanden ist.“

„Sofern es sich bei diesem Film um eine Reklame für Gasgesellschaften handelt, weil nämlich gezeigt wird, wie herrlich die Umgebung eines sich mit Gas Vergiftenden verschwimmen kann, und daß man kaum eine halbe Stunde braucht, um endgültig tot zu sein, insofern ist der Film gelungen. Da ich aber den Verdacht nicht loswerde, daß es sich um einen durchaus unabhängigen Spielfilm handelt … ist man leider gezwungen, einiges daran auszusetzen, nämlich die Unlogik der Handlung und zweitens die Langeweile, die sie ausströmt. (…) Ein Film auch ohne happy end kann mißlungen sein, nämlich dann, wenn ein happy end die logische Folge gewesen wäre. Die Regie führt ein neuer Mann, Gustav Ucicky. Gediegen und maßvoll, ohne persönliche Note. Von den Darstellern zeigt George als ehemaliger Sträfling mitunter ein eigenes Gesicht und unmittelbare Bewegungen. Betty Amann dagegen … enttäuscht, weil sie teils zu starr, teils in den falschen Augenblicken zu beweglich sich gibt. Sie ist überhaupt nicht geschaffen, die Gestalten unerfahrener, bürgerlicher Mädchen darzustellen. Ausgezeichnet Willi Forst.“

„Der Film wird zu einer Wiederholung von Asphalt. Der Gasfreitod wird unerträglich visionär ausgedehnt. Ausgezeichnet ist der Kameramann Karl Hasselmann, der sich aber wiederholen muß. Gustav Ucickys Regie ist sauber und geschmackvoll, aber ohne eigentliche, den Nerv erfassende Begabung. Betty Amann ist blasser als unter Joe May. Nur Heinrich George braucht keinen Regisseur, seine vitale, kraftstrotzende, unerhört plastische Schiebertype ist selbstherrlich.“

„Der junge Regisseur Ucicky, der mit Besserer Herr und Vererbte Triebe imponierte, zeigt auch hier sein filmisches Erzählertalent, zeigt seinen Sinn für Gefälliges und Markantes, für Kamera und Spieler, für Kontraste und Wechsel und Steigerung, nützt aber nicht völlig die Chancen der Großproduktion, zeigt nicht ganz die Bildkraft, die ihm in seinen besten Filmen zu eigen war. (…) Den Schmuggler-Krösus gibt George, der sich hier von der leeren Theatralik des Manolescu freigespielt hat. Die Staubsaugerverkäuferin ist Betty Aann, mit zarten Linien und zartem Wesen, doch noch nicht ganz filmsicher und ein wenig zu weinerlich. In Chargenrollen brilliert die Hesterberg, bös und bissig, und Willi Forst, eine kalt-starre Puppe mit schmierig-parfümiertem Überguß“